# Weybridge
Weybridge (19 463 abitanti) è una città del Regno Unito nella contea inglese del Surrey.